# Duomo di Magdeburgo
Il duomo di Magdeburgo (in tedesco: Magdeburger Dom) è la sede episcopale (Hauptkirche), dall'epoca della Riforma, della Chiesa evangelica della Germania centrale. 
Dedicata ai santi Maurizio e Caterina, si erge nella città di Magdeburgo, nel land della Sassonia-Anhalt, in Germania.
Fu la prima costruzione gotica eretta in Germania, e ospita la tomba di Ottone il Grande. Rappresentava la più grande cattedrale della Repubblica Democratica Tedesca e anche la più alta, con le sue torri gemelle di 99,25 e 100,98 m. Il duomo è inserito nell'itinerario Culturale del Consiglio d'Europa Transromanica.

## Storia

### Prima della costruzione della cattedrale
La prima chiesa è stata fondata il 21 settembre 937 nella zona dell'attuale cattedrale, nell'abbazia benedettina di San Maurizio (Mauritiuskloster), fondata da Ottone I, che, desiderando mostrare la sua potenza politica, ne ordinò la costruzione prima della sua incoronazione come imperatore il 2 febbraio 962. Per far valere la sua pretesa alla successione come imperatore dell'Impero Romano d'Occidente, si appropriò, per aggiungere valore a questa chiesa, di un gran numero di elementi architettonici dell'antichità, per esempio colonne di porfido, di cui alcuni furono più tardi riutilizzati per la costruzione dell'attuale cattedrale. La chiesa aveva molto probabilmente una navata centrale con quattro piccole navate laterali, una larghezza di 41 metri e una lunghezza di 80 metri. L'altezza stimata era di circa 60 metri.
La prima moglie di Ottone, la regina Èdith venne sepolta qui nel 946. La chiesa fu ingrandita dopo la vittoria eclatante di Ottone alla battaglia di Lechfeld e ottenne lo statuto di cattedrale. In effetti, nel 968, l'imperatore Ottone I scelse Magdeburgo come sede dell'arcidiocesi con Adalberto di Trèves come arcivescovo, anche se la città era situata non più al centro, ma alla frontiera orientale del suo regno. Prese questa decisione, perché ambiva a spingere le sue frontiere verso est e a diffondere il cristianesimo. Questo progetto non venne mai coronato di successo. L'imperatore Ottone I morì nel 973 a Memleben e fu sepolto nella cattedrale al fianco di sua moglie.
La cattedrale di San Maurizio fu distrutta il Venerdì santo del 1207, giorno in cui un incendio devastò la città. Tutte le costruzioni episcopali, salvo l'ala meridionale del chiostro, furono bruciate. L'arcivescovo Albert di Käfernburg decise di abbattere i muri restanti e di costruire una nuova cattedrale, malgrado l'opposizione di una parte degli abitanti di Magdeburgo. Solo la parte sud del chiostro venne conservata. Il luogo esatto della vecchia chiesa è stato per molto tempo sconosciuto, ma le fondamenta furono riscoperte nel maggio 2003.
La vecchia cripta è stata scavata e può essere visitata dal pubblico. Il sagrato della cattedrale (certe volte chiamato il "nuovo mercato", Neuer Markt), è stato occupato da un palazzo imperiale distrutto dall'incendio del 1207. Le pietre del palazzo sono servite per costruire la cattedrale. I presunti resti del palazzo sono stati scavati negli anni 1960.

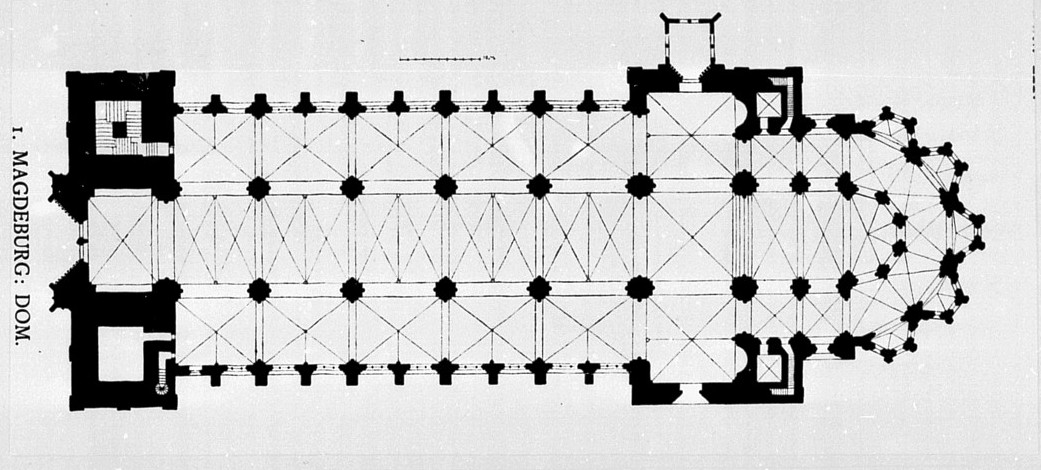
La pianta del duomo

### La prima cattedrale gotica di Germania
L'arcivescovo Alberto I di Käfernburg decise di ricostruire subito una nuova cattedrale, e già lo stesso anno, 1207, posa la prima pietra. Poiché Alberto era un uomo molto istruito per la sua epoca, aveva studiato in Francia e in Italia, aveva conosciuto il nuovo stile architettonico che si era sviluppato in Francia, ma era ancora sconosciuto in Germania: l'Architettura gotica. Decise dunque di intraprendere la costruzione della nuova cattedrale secondo i "moderni" modelli francesi, a tre navate, con transetto, coro a deambulatorio e facciata rinserrata fra due torri. Tuttavia i capomastri locali non conoscevano ancora i metodi di fabbricazione gotici: 

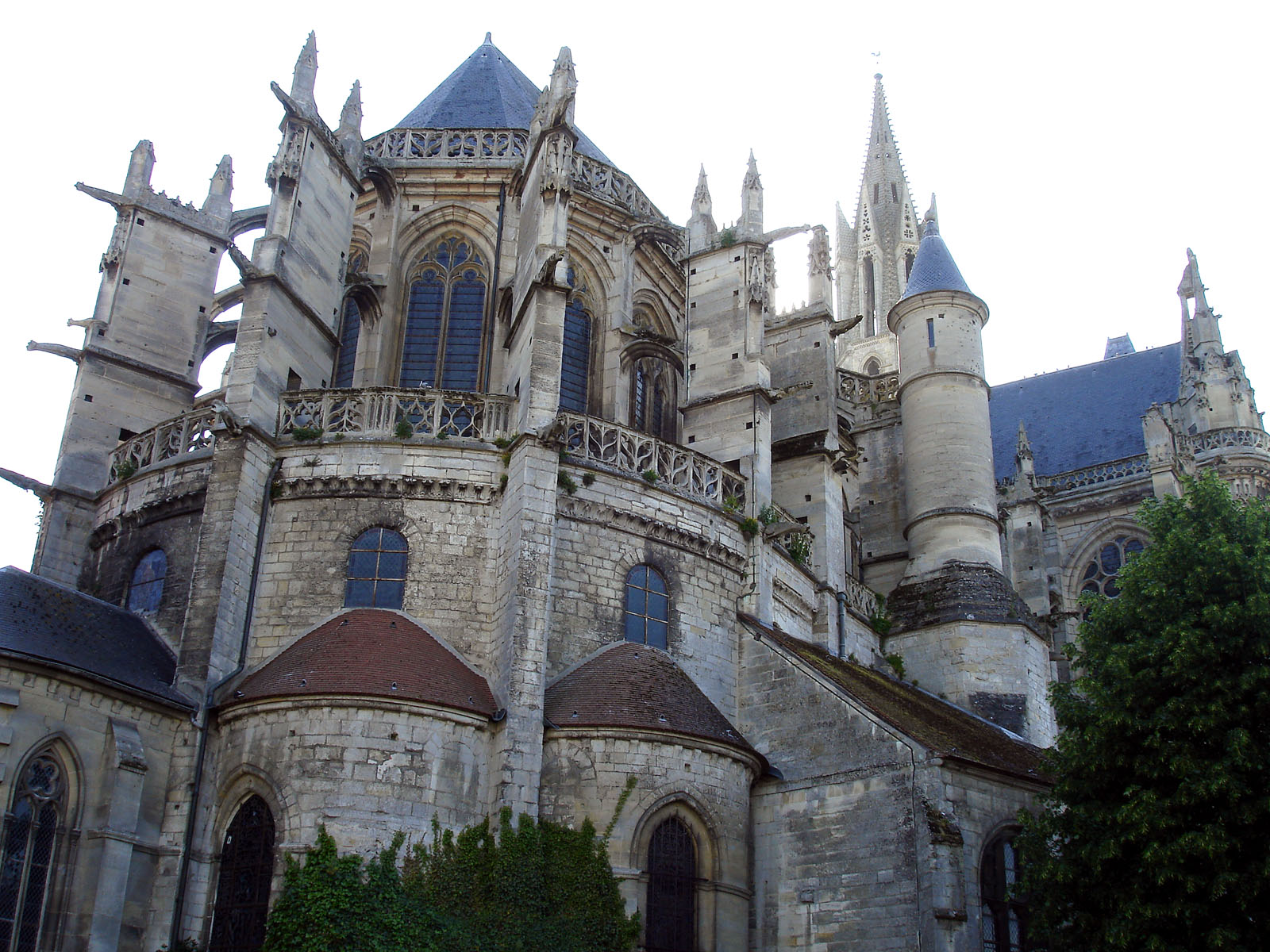
Coro della cattedrale di Senlis
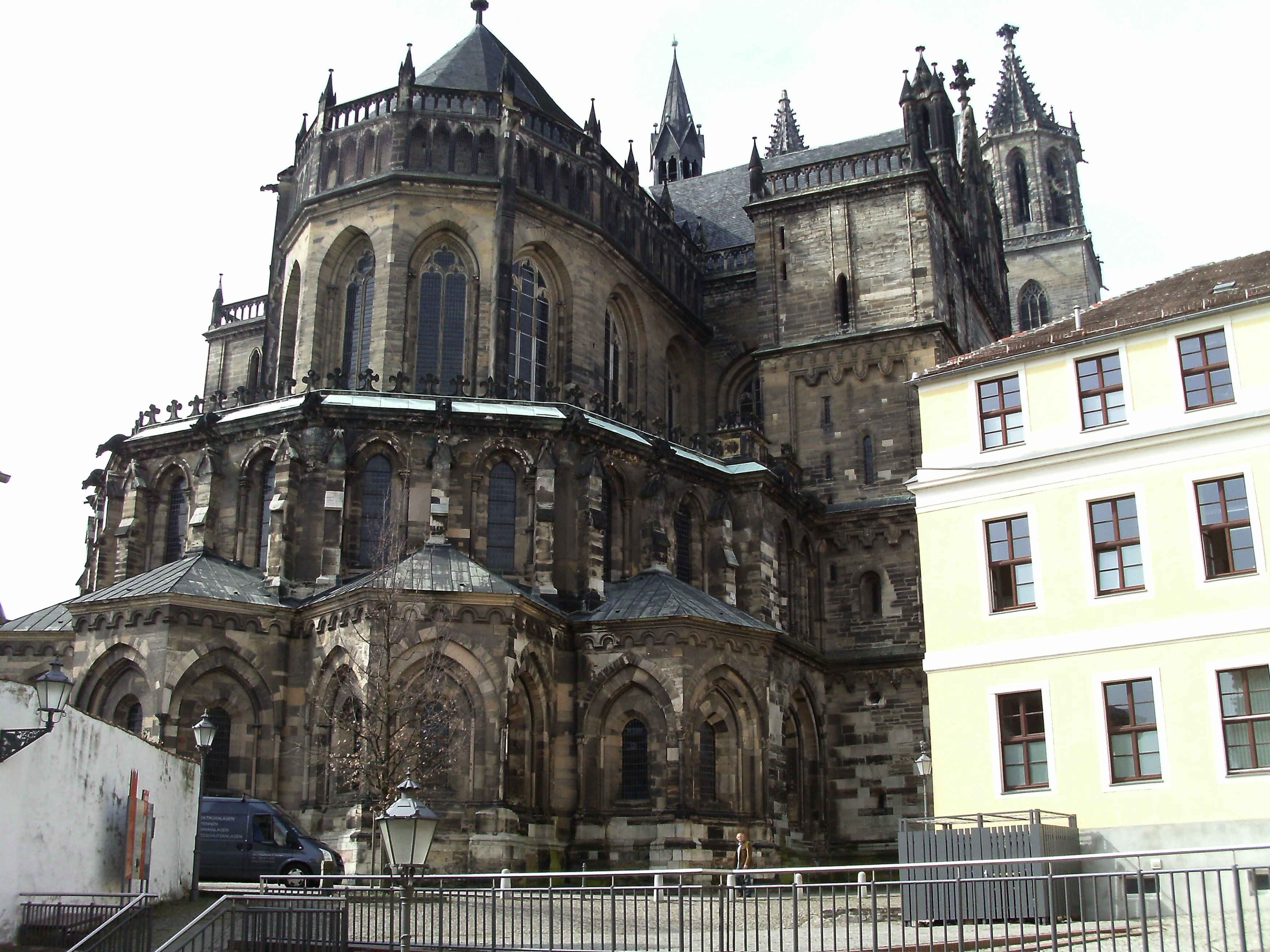
Coro
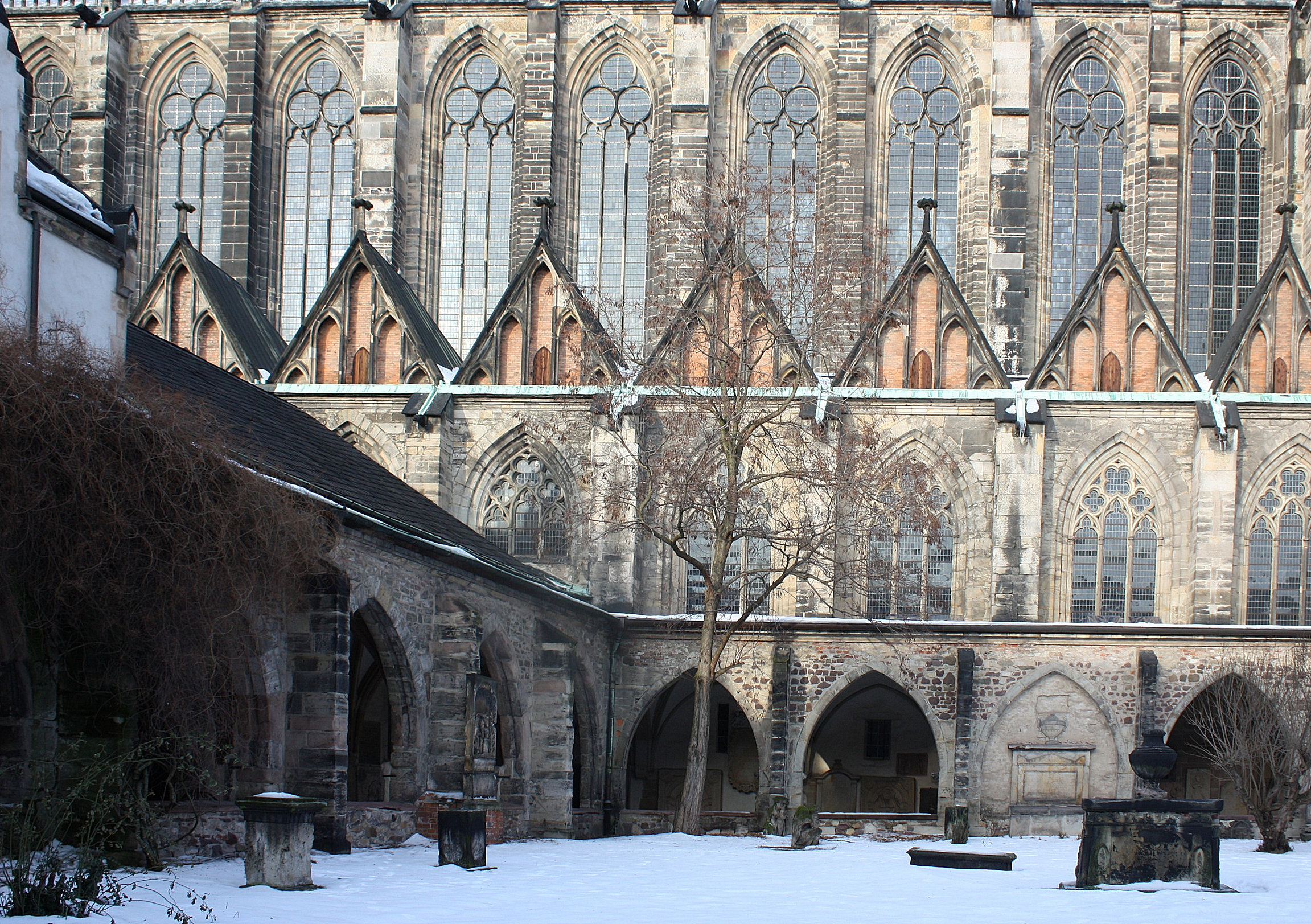
Fianco meridionale della navata

Alcuni fondamenti del coro furono collegati fra loro dall'inizio. Le volte più vecchie della cattedrale sono quelle delle cappelle vicine al deambulatorio. Stesse volte asimmetriche già hanno costoloni. Tutti pilastri del deambulatorio furono preparati per volte a crociera costolonate, ma alcune campate furono completate senza costoloni, ciononostante con chiavi. Coro e deambulatorio formano una basilica con gallerie del primo gotico. I pilastri del deambulatorio sono ancora massicci alla maniera del gotico iniziale della Basilica di Saint-Denis. E l'esterno del coro con cappelle somiglia a quello della Cattedrale di Senlis.

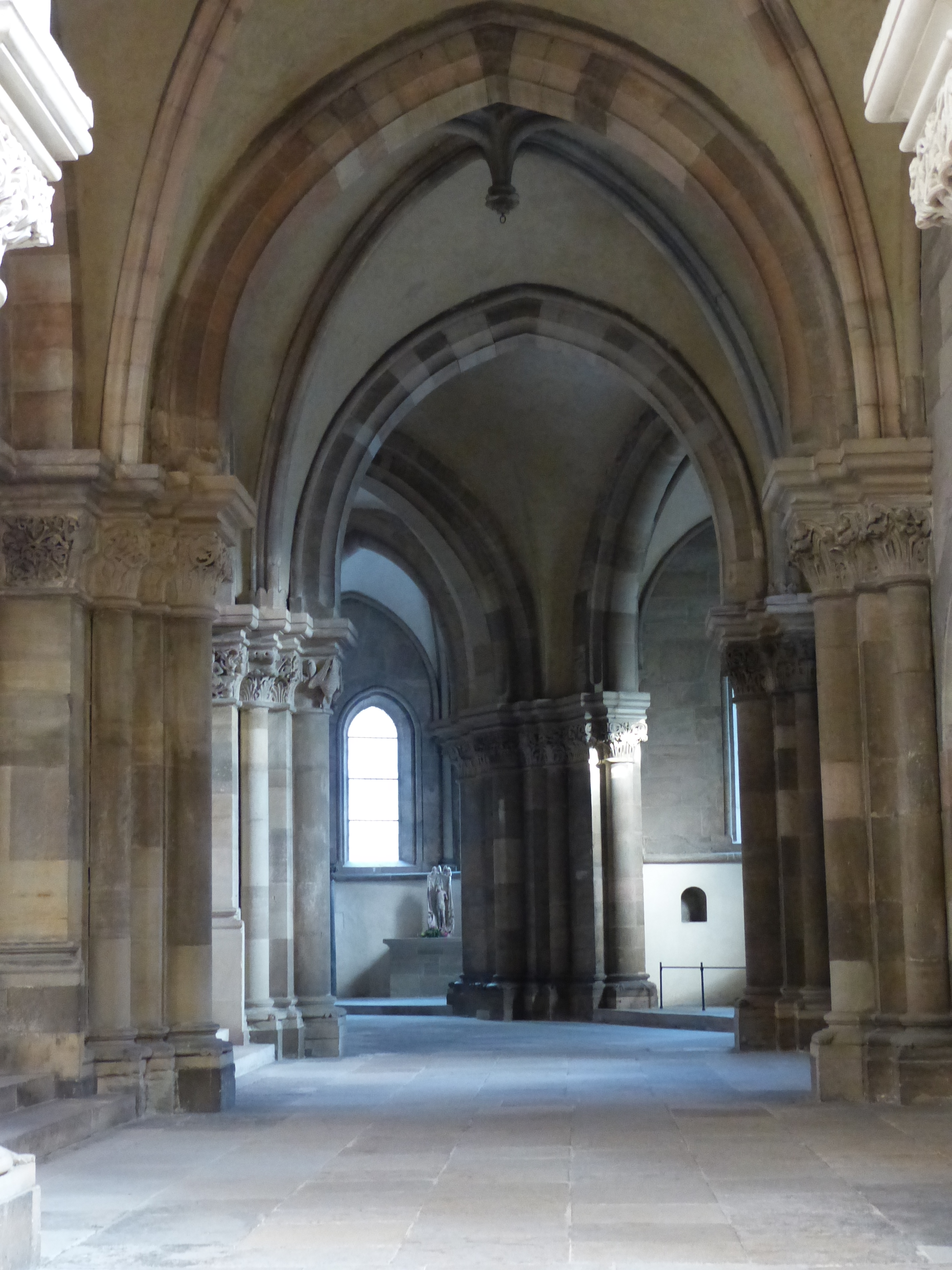
Deambulatorio di Magdeburgo – campate con e senza costoloni
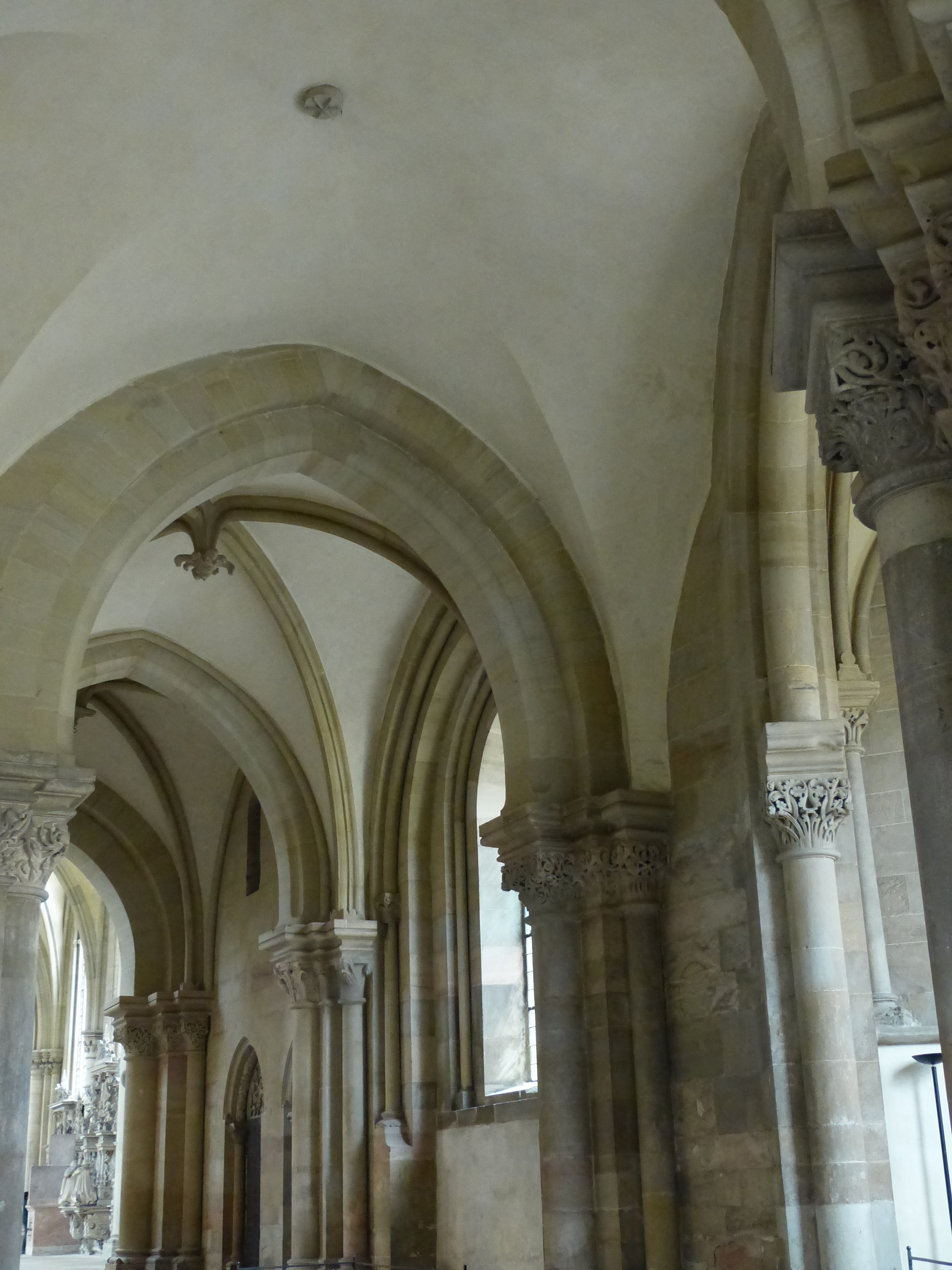
Campate senza e con costoloni; a destra costoloni d'una cappella
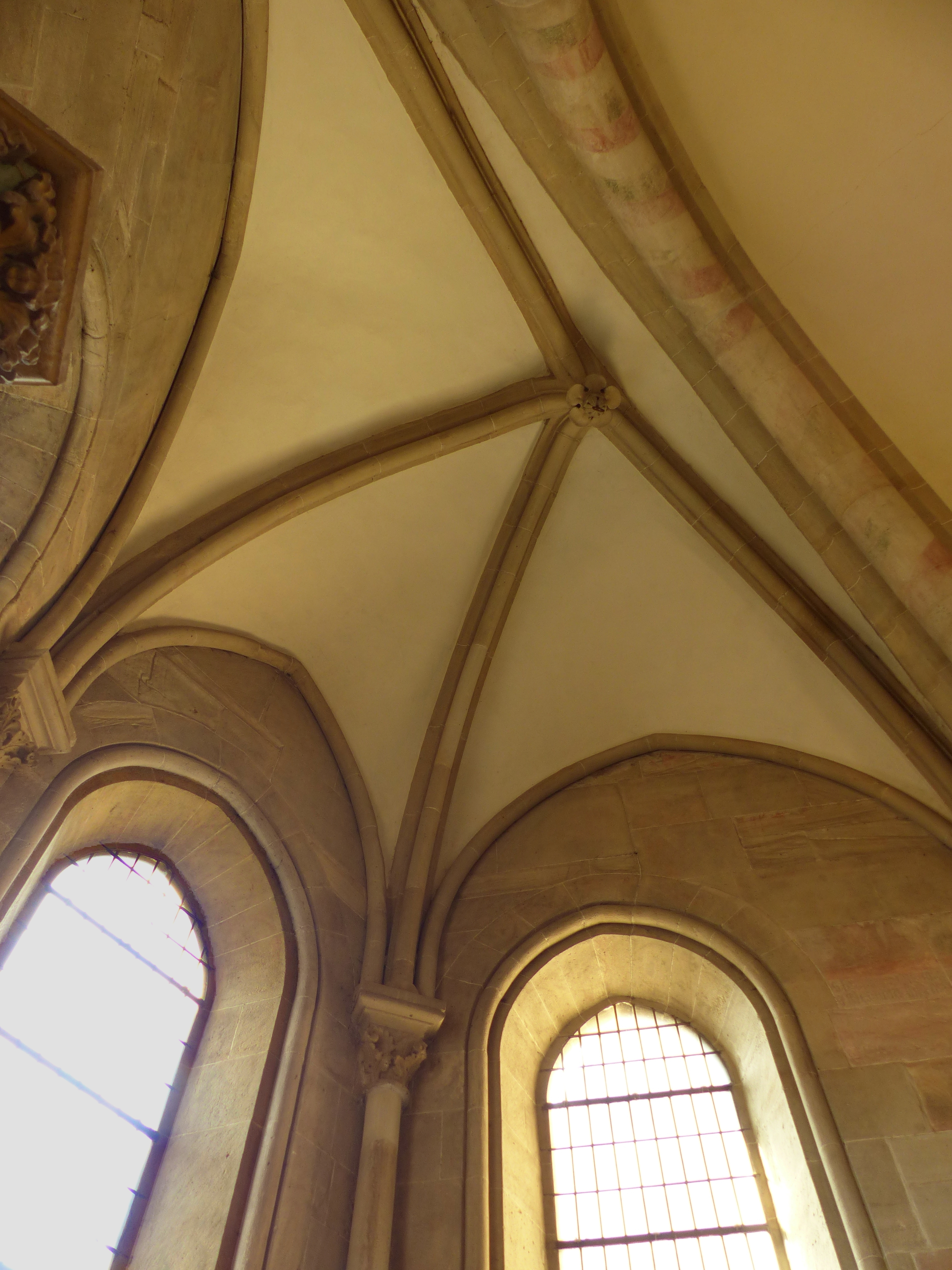
Una cappella confinante al deambulatorio – con costoloni
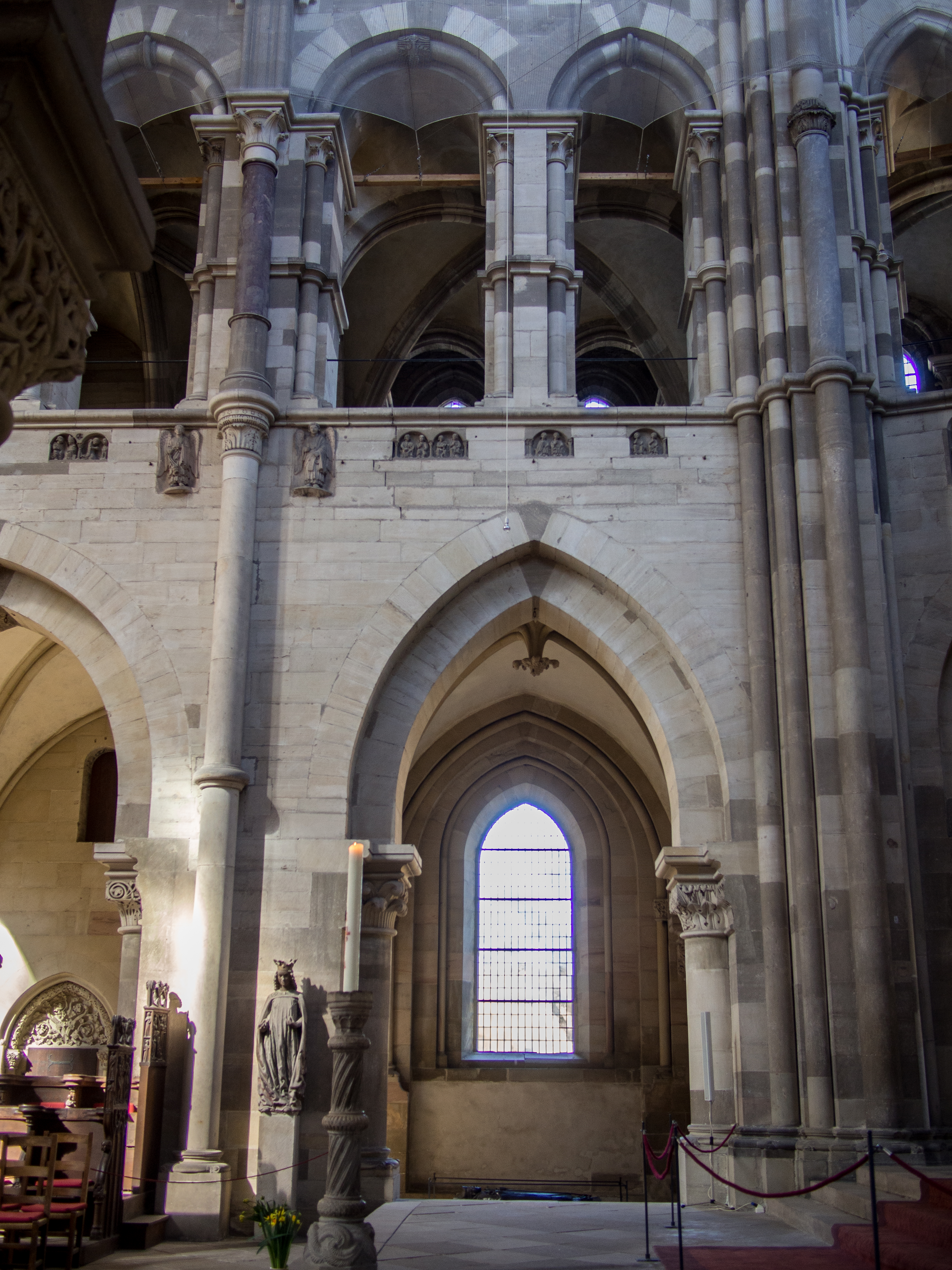
Gotico primo del deambulatorio e della tribuna

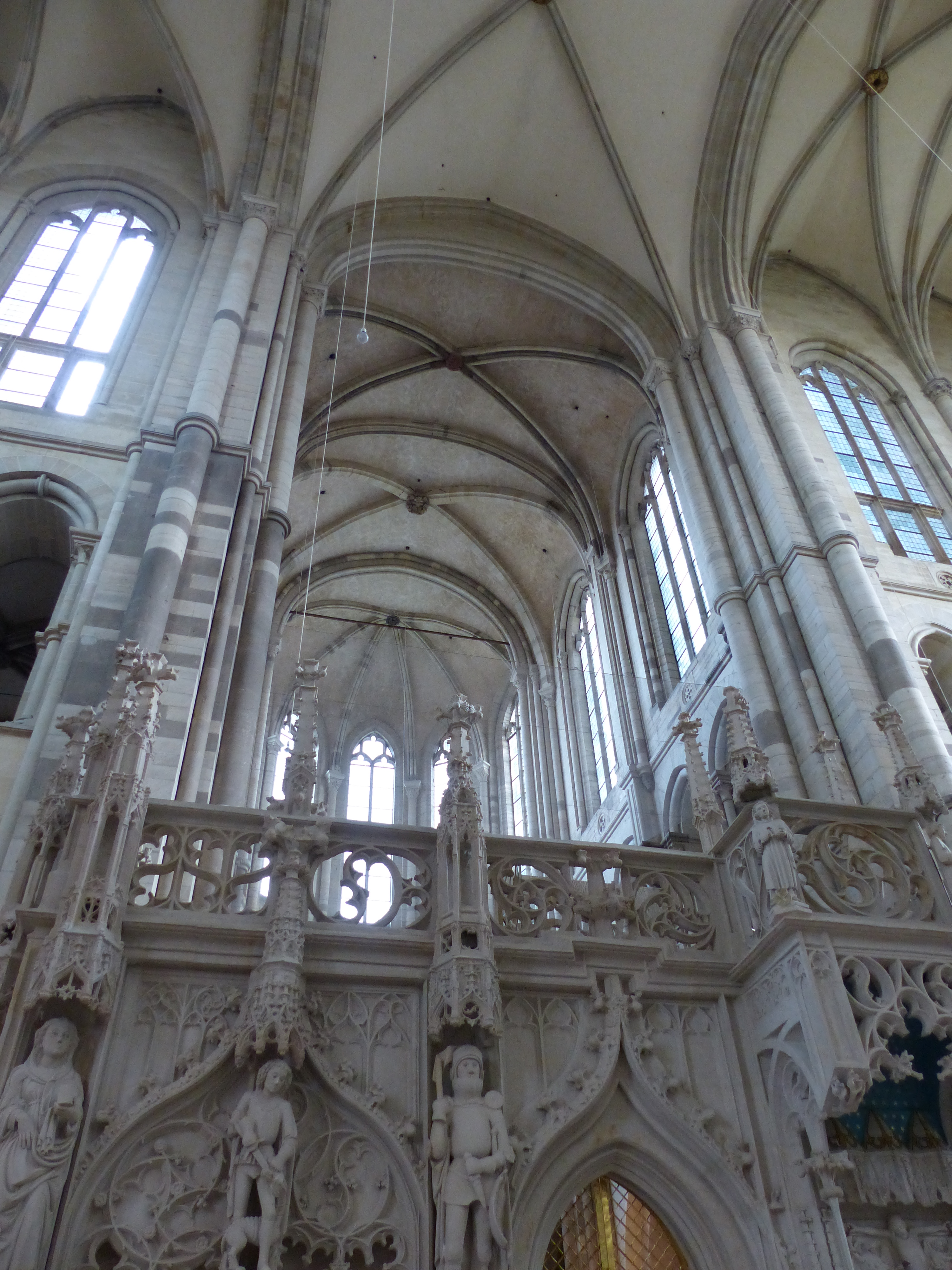
Coro con gallerie e senza triforio

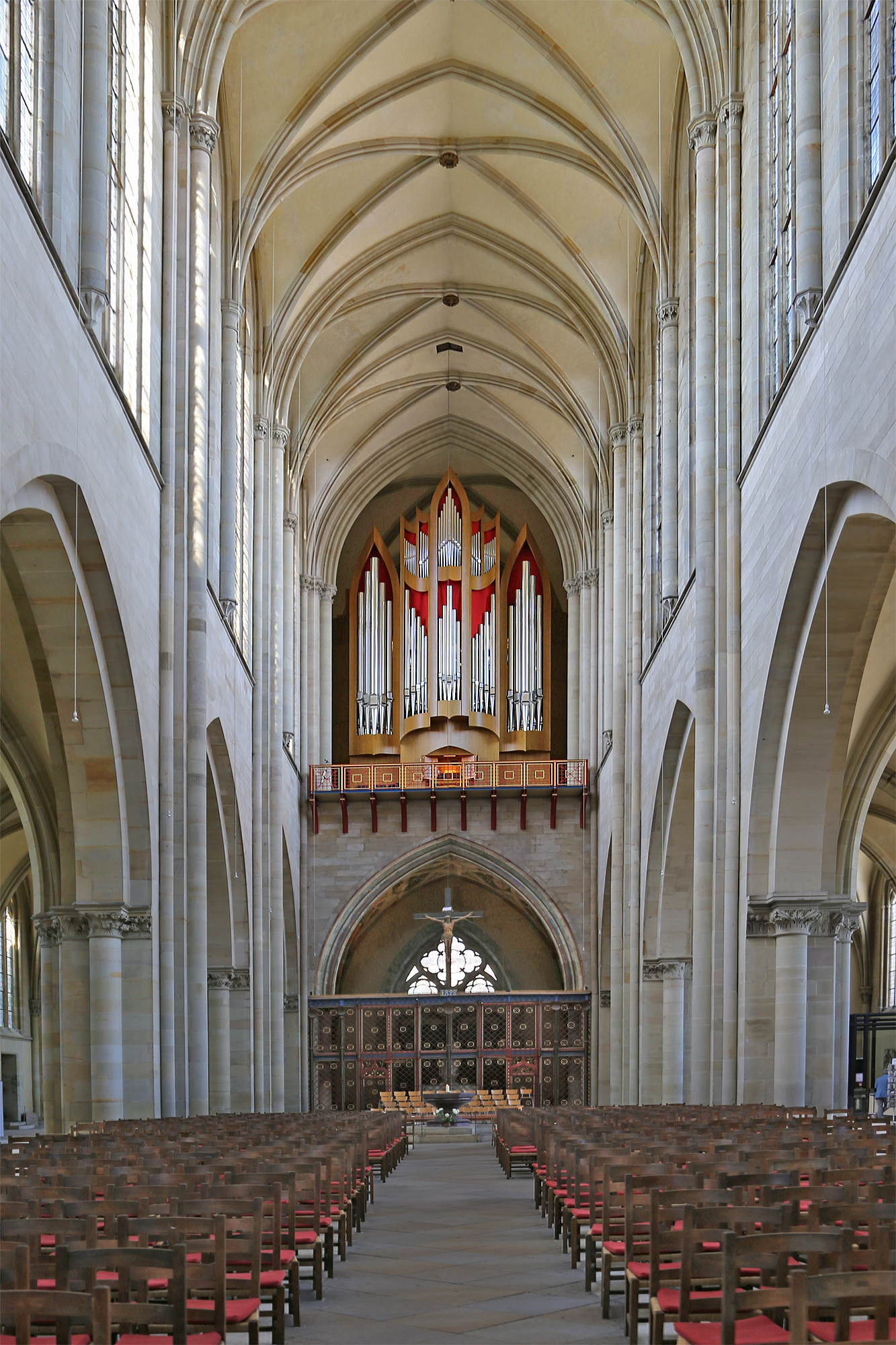
Navata centrale senza trifori

Le navate formano una basilica del gotico maturo senza gallerie. Coro e navata non hanno trifori. Nel gotico tedesco non c'è unico, vedi la Cattedrale di Friburgo e Santa Maria di Lubecca. Straordinaria è la copertura delle navate collaterali con molti tetti traversi piccoli, che non toccano il piano delle finestre superiori della navata centrale.
Coro e navata non hanno archi rampanti. Ciò divenne un esempio per oltre basiliche nel nord-est, come la Cattedrale di Gniezno in Polonia ed il Duomo di Odense in Danimarca.
Cambiamenti, ampliamenti e riedificazioni causarono forti aumenti dei costi e dunque tasse per la popolazione cittadina, che iniziò a ribellarsi. Nel 1274 la costruzione della cattedrale venne fermata; nel 1325 l'arcivescovo Burkhard Ivon Mansfeld-Schrapglau venne assassinato dagli abitanti in rivolta per l'aumento esorbitante della tassa sulla birra. Solo dopo che l'arcivescovo Ottone d'Assia (1327 - 1361) donò alla chiesa cinque altari, il cantiere poté riprendere, ma le navate ebbero giusto una copertura provvisoria e nel 1360 i lavori vennero interrotti di nuovo. Nel 1363 venne consacrata ufficialmente ai Santi patroni cittadini San Maurizio e Santa Caterina.
Nel 1471 si ripose mano alla costruzione, con l'elevazione della facciata a torri ad opera di Bastian Binder, il solo architetto conosciuto, terminata nel 1477. Il duomo venne definitivamente terminato solo nel 1520.

### Storia moderna e contemporanea

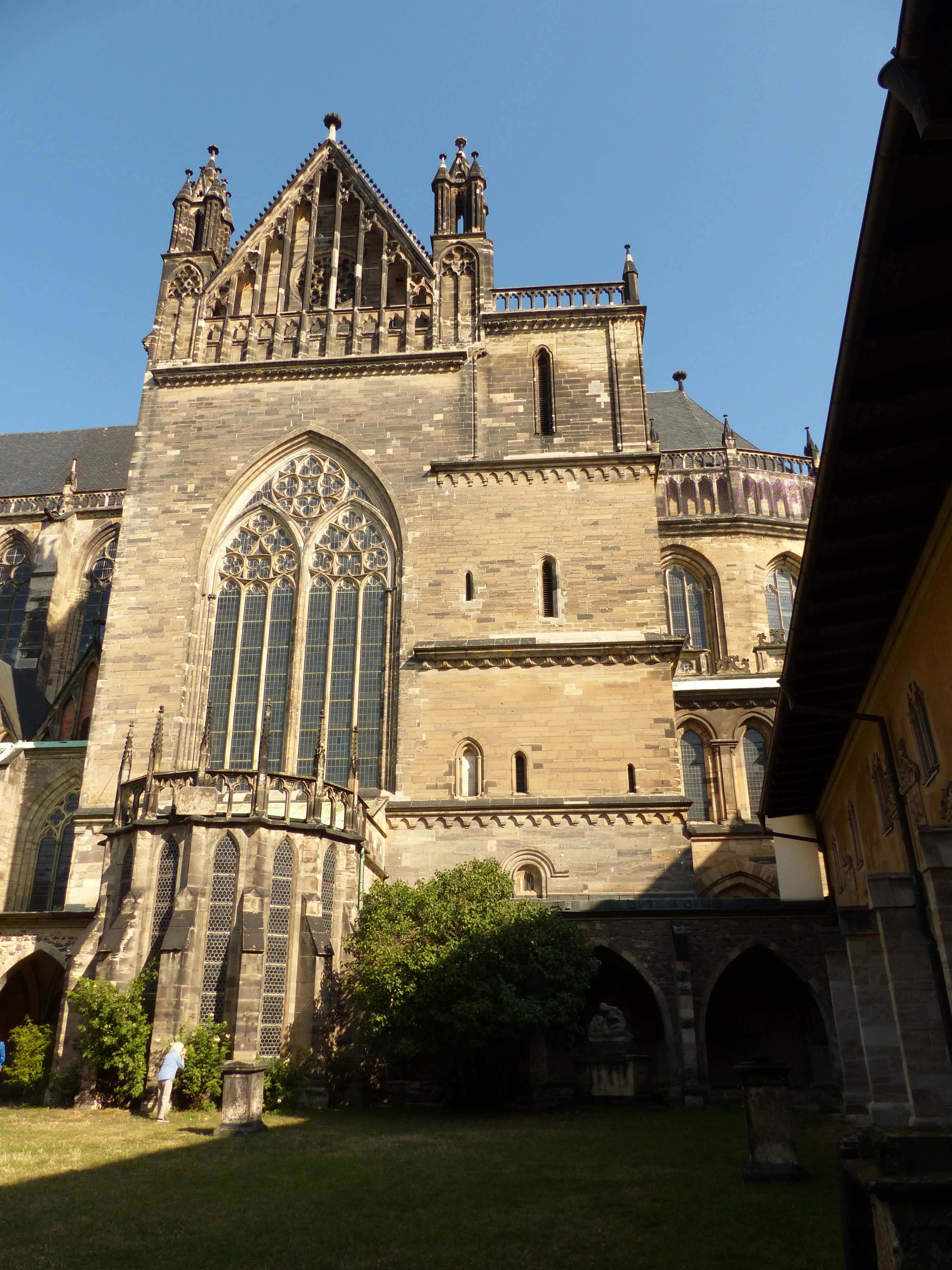
Torre del fianco in gotico primo, transetto in gotico maturo

Nel 1524 Martin Lutero, che nell'ottobre del 1517 aveva apposto le sue 95 tesi alla porta della chiesa del castello di Wittenberg, predicò anche a Magdeburgo. L'impopolarità dell'arcivescovo Alberto di Brandeburgo favorì notevolmente la Riforma, tanto che dopo la sua morte, nel 1545, la diocesi rimase senza successori e Magdeburgo diviene un centro nevralgico del protestantesimo. La prima domenica d'Avvento del 1567 fu celebrato nel duomo il primo rito protestante.
Durante la Guerra dei Trent'anni Magdeburgo subì un grave assedio da parte delle truppe imperiali, venendo espugnata il 20 maggio del 1631, e in seguito messa a sacco. Solo un piccolo gruppo di 4 000 abitanti si salvarono, trovando rifugio nel duomo. Il pastore principale Reinhard Bake s'inginocchiò davanti al generale Tilly implorando di risparmiare le vite dei rifugiati. La cattedrale scampò l'incendio, ma venne riconsacrata di nuovo alla religione cattolica. Tuttavia, quando Tilly lasciò la città, il duomo venne saccheggiato e tutte le vetrate distrutte. Nel 1648, al termine della guerra, la cattolica Diocesi di Magdeburgo venne definitivamente soppressa (fino al 1973).
Tra il 1806 e il 1814 Magdeburgo fu occupata da Napoleone e il duomo venne trasformato in granaio e scuderia. Nel 1826-34 Federico Guglielmo III di Prussia fece restaurare la cattedrale e nel 1900 vennero rifatte tutte le vetrate.
Se il duomo si salvò durante la prima guerra mondiale, subì invece gravi danni nella seconda. La città fu completamente devastata e il duomo colpito da una bomba nel lato occidentale. Gli antichi organi andarono distrutti, come anche di nuovo le vetrate. Solo il tempismo dei pompieri nello spegnere l'incendio delle travature del tetto scongiurarono il peggio. 
Il duomo venne riaperto nel 1955.